# Музеј мозаика (Бугарска)
Музеј мозаика налази се у граду Девња, област Варна, у Бугарској, на око 33 км западно од града Варне. То је "in situ" музеј и смештен је у посебно изграђеној згради ради очувања археолошких налаза. Музеј садржи рушевине, подне и зидне мозаике римске зграде насеља Марцианополиса, из 3. – раног 4. века. Музеј мозаика уврштен је у водич "Јединствени музеји у Бугарској" и у листу од 100 националних туристичких места.

## Историја

### Марцианополис
Марцианополис, древни претходник данашње Девње, био је један од највећих и најистакнутијих римских градова на источном Балкану. Основао га је 106. године цар Трајан поред реке Девње, око 20 км од Црног мора. Претпоставља се да је име добио по царевој сестри Марциани (Ulpia Marciana). Легенда коју је записао историчар Јорданес говори о томе како је локација града изабрана пошто је река вратила златни бокал слушкињи која га је испустила у воду, што је протумачено као добар знак локалног божанства. Вероватније је да је локација изабрана због околине која је била богата налазиштима високо-квалитетног кречњака. Град је процветао, проживљавајући најбоља времена у време династије Северан (193—235). Потпуно је саграђен крајем 3. века а у 4. веку је постао седиште епископије.
Након бројних напада Варвара, Хуна, Гота и коначно Авара (614. – 615.), град је напуштен.

### Градска кућа (villa urbana)
Мозаици музеја потичу из градске куће која датира из времена цара Константина Великог, крајем 3. и почетком 4. века. Зграда је изграђена на рушевинама раније куће уништене током инвазије Гота 250 – 251. године. Уз поправке и реконструкције постојала је до 7. века.

## Музеј
Идеја о изградњи музеја, на древним темељима, рођена је током археолошких студија које су почеле 1976. и наставиле се током пет сезона ископавања са прекидима. Музеј је изграђен по пројекту архитекте Камена Горанова. 
Зграда има димензије од 37,15м (север-југ) и 37,75м (исток-запад). Њен план следи традицију грчко-римског дома атријум – перистил. Атријум (11,11x5,87м) је прекривен каменим плочама, са каменим бунаром у средини (пречника 0,76м), окружен је са три стране галеријом са стубовима (перистил) (92,63 m²). Садржи 21 стамбене, пословне и складишне просторије, укупне површине 1402 m².

### Мозаици
Пет соба и тремови зграде прекривени су разнобојним подним мозаицима, једним од најбољих примера римске мозаичке уметности тог периода која се налази у Бугарској. Три од ових мозаика су изложени у просторијама у којима су пронађени "in situ", а остали су пренети на нову локацију. Мозаици су рађени у класичним техникама opus tesselatum(плочице поређане у хоризонталним или вертикалним линијама) и opus vermiculatum (плочице су поређане тако да цртају обрис око облика), од малих плочица од мермера, кречњака, печене глине и обојеног стакла, у 16 боја. Мозаици представљају личности и призоре грчке и римске митологије, егзотичне животиње и птице, цветне и геометријске облике. У музејским салама су изложени и разни експонати везани за архитектуру зграде и живот њених становника.
Мозаик „Горгонска медуза“ који прекрива под дневног боравка (8 x 8м) приказује штит богиње Атине, украшен одсеченом главом Горгонске медузе. Горгоне су биле ћерке морског бога Форкија и његове жене Кето. Косу њихове ћерке Медузе је Минерва претворила у змије. Сврха ове слике је била да заштити људе од зла и окамени преступнике својим застрашујућим изгледом.
Под спаваће собе (5,6 x4,4м) прекривен је мозаиком „Сатир и Антиопе“ који приказује једну од бројних љубавих веза Зевса, врхунског грчког бога. Зевс, претворен у сатира, заводи нимфу Антиопе. Бојећи се гнева свог оца, она бежи из Тебе, али брат је проналази враћа, а на повратку она рађа близанце Амфиона и Зетуса. Мозаик има два натписа на старогрчком који означавају знакове „сатир“ и „Антиопе“.
Рецепција зграде је највећа просторија прекривена мозаиком. Једна од централних плоча мозаика „Ганимед и орао“ (5,6 x13,4м) прича стару грчку легенду о отмици Ганимеда, најлепшег смртника из грчке митологије. То је једини мозаик с овом темом који се налази у Бугарској.
Мозаик „Годишња доба“ (8,6 x 7,8м) који приказује алегорије четири годишња доба са својим карактеристичним атрибутима покрива под женске собе у кући. Јесен је приказана као млада жена са златном хаљином.
Други мозаик, познат као „Панонска волута“ откривен је током ископавања у источном Марцианополису у згради која је вероватно била старокршћанска базилика. Декорација мозаика састоји се од понављања геометријских узорака у четири боје.

## Галерија
- Музеј мозаика (унутрашњост)
- Музеј мозаика (испред музеја)
- Музеј мозаика (унутрашњост)
- Археолошки налази
- Археолошки налази
- Афродита која седи
- Мозаик